# Nadîbî, Starîi Sambir
Nadîbî (în ucraineană Надиби) este un sat în comuna Susidovîci din raionul Starîi Sambir, regiunea Liov, Ucraina.

## Demografie
Componența lingvistică a localității Nadîbî
     Ucraineană (92,22%)
     Alte limbi (0,41%)
Conform recensământului din 2001, majoritatea populației localității Nadîbî era vorbitoare de ucraineană (92,22%), existând în minoritate și vorbitori de polonă (7,37%).